# غريغور غال
غريغور غال (بالإنجليزية: Gregor Gall)‏ هو كاتب العمود بريطاني، ولد في 1967.